# Schlacht bei Murten
Neuss – Héricourt – Planta – Grandson – Murten – Nancy
Die Schlacht bei Murten wurde am 22. Juni 1476 zwischen Truppen der Eidgenossenschaft und des burgundischen Herzogs Karl des Kühnen im Rahmen der Burgunderkriege ausgetragen.

## Vorgeschichte
Karl der Kühne war seit 1467 Herzog von Burgund und beherrschte ein ausgedehntes Reich zwischen Frankreich und dem Heiligen Römischen Reich. 1474 verwickelte sich Karl in eine Reihe von Kriegen mit Frankreich, dem Haus Habsburg und der alten Eidgenossenschaft, die als Burgunderkriege in die Geschichte eingegangen sind und die zu seinem Tod und zum Untergang seines Reiches führten.
Karl verhandelte 1473 in Trier mit dem Kaiser Friedrich III. über die Erhöhung seines erweiterten Herzogtums zu einem neuen Königreich Burgund. Zudem strebte er nach dem Titel des Rex Romanorum, der ihn zum Nachfolger als Kaiser empfohlen hätte. Friedrich verlangte im Gegenzug die Vermählung von Karls einziger Erbin, Tochter Maria, mit seinem Sohn Maximilian, was Karl jedoch ablehnte. In der Folge griff er Neuss am Rhein an, mit dem Ziel, die wichtige Bischofsstadt Köln zu erobern und von da aus die rheinischen Städte südwärts einzunehmen.
Unter Einfluss des französischen Königs Ludwig XI. löste Herzog Siegmund 1474 die an den burgundischen Hof verpfändeten Gebiete im Elsass und im Breisgau mit einem Kredit der Städte um Basel aus. Die Eidgenossenschaft schloss mit Siegmund ein dauerhaftes Bündnis ab, die sog. Ewige Richtung. In der Folge erklärten die Eidgenossen Burgund den Krieg und erweiterten diesen auf das Herzogtum Savoyen, als sich dieses weigerte, auf Druck der Verbündeten in Bern und Freiburg seinerseits gegen Burgund den Krieg zu eröffnen. Um Verstärkungen der Burgunder aus der Lombardei zu verhindern, besetzten Bern und Freiburg in der Folge die burgundische Freigrafschaft und die savoyische Waadt, während der mit Bern verbündete Bischof von Sitten das Unterwallis besetzte.
1476 unternahm Karl von der Freigrafschaft Burgund aus einen Feldzug gegen das Territorium der Eidgenossen. Ziel war vor allem die Unterwerfung der Städte Bern und Freiburg. Zu Karls Aufgebot gehörten zahlreiche Bogenschützen, ausserdem verfügte sein Heer über hunderte Kanonen. Hinzu kamen Armbrustschützen, schwere Reiterei und einige Soldaten, die mit frühen Arkebusen ausgerüstet waren. Zuerst plante Karl gegen Bern vorzugehen, das er zu Recht als treibende Kraft hinter der anti-burgundischen Liga erkannte. Am 28. Februar 1476 nahm er nach kurzer Belagerung die Stadt Grandson am Neuenburger See ein und liess die eidgenössische Besatzung von 412 Mann, die sich auf die Zusicherung freien Geleits ergeben hatte, an den Bäumen aufknüpfen. Die kurze Zeit der Belagerung hatte Bern genutzt, um ein grösseres Aufgebot zusammenzustellen und Karl entgegenzuziehen. Am 2. März 1476 kam es in der Schlacht bei Grandson zum ersten grossen Treffen, bei dem Karls Truppen eine erste Niederlage im Kampf gegen die eidgenössische Infanterie hinnehmen mussten.
Den Eidgenossen gelang die Erbeutung von über 400 burgundischen Geschützen. Mangels Kavallerie konnten die Eidgenossen den fliehenden Burgundern jedoch nicht nachsetzen, was es Karl erlaubte, mit «nur» zirka 1000 Mann Verlusten aus dieser Schlacht herauszukommen (von einem Heer von zirka 20'000 Mann). Karl konnte seine zwar geschlagenen, aber nicht vernichteten Truppen sammeln und neu ordnen.
Bern als treibende Kraft hinter dem anti-burgundischen Bündnis versuchte vergeblich, die Eidgenossenschaft dazu zu bewegen, nach der Schlacht bei Grandson den geschlagenen Burgundern nachzusetzen und die Waadt zu besetzen. Selbst als Karl bereits in Lausanne wieder ein neues Heer sammelte und sich offensichtlich für einen neuen Feldzug gegen Bern rüstete, versagten die Eidgenossen jeder Präventivaktion ihre Unterstützung. Als symbolische Massnahme wurden rund 1000 Mann unter dem Hauptmann und späteren Zürcher Bürgermeister Hans Waldmann in die Stadt Freiburg gelegt. Für den Fall, dass der Herzog von Burgund in ihr Gebiet einfallen sollte, erhielt die Stadt Bern aber die Zusicherung, dass weitere eidgenössische Truppen ihr zu Hilfe kommen würden. Am 14. Oktober 1475 willigte Freiburg i. Ue. auf das Drängen der Berner ein (gegen den Rat der Eidgenossen), zusammen mit Bern die Stadt Murten zu besetzen. Bereits am folgenden Tag standen Bern und Freiburg vor Murten. Bern forderte von Murten, sich freiwillig zu ergeben und «Berner» zu werden. Andernfalls müssten «sy darumb liden dass inen an Lib und Gut übel keme». Auf das Versprechen von Freiburg, dass Murten selbständig bleiben dürfe, wenn es sich ergebe, gaben die Murtener ihren Widerstand auf, forderten jedoch, dass nur eine Besatzung von Freiburgern unter dem Kommando von Wilhelm Perrotet stationiert werde. Nach der Schlacht bei Grandson stationierte Bern eine Garnison von 1500 Mann unter Adrian I. von Bubenberg in der gut befestigten Stadt, um die dort stationierte Freiburger Garnison zu unterstützen. Damit waren beide Wege nach Bern, über Freiburg und Murten, für Karl vorläufig gesperrt. Ohne eine Belagerung einer der beiden Städte war Bern nicht zu erreichen. Auf diese Weise war sichergestellt, dass bei einem Angriff auf Bern genügend Zeit für einen Zuzug der Eidgenossen zur Verteidigung der Stadt zur Verfügung stehen würde.

## Schlacht

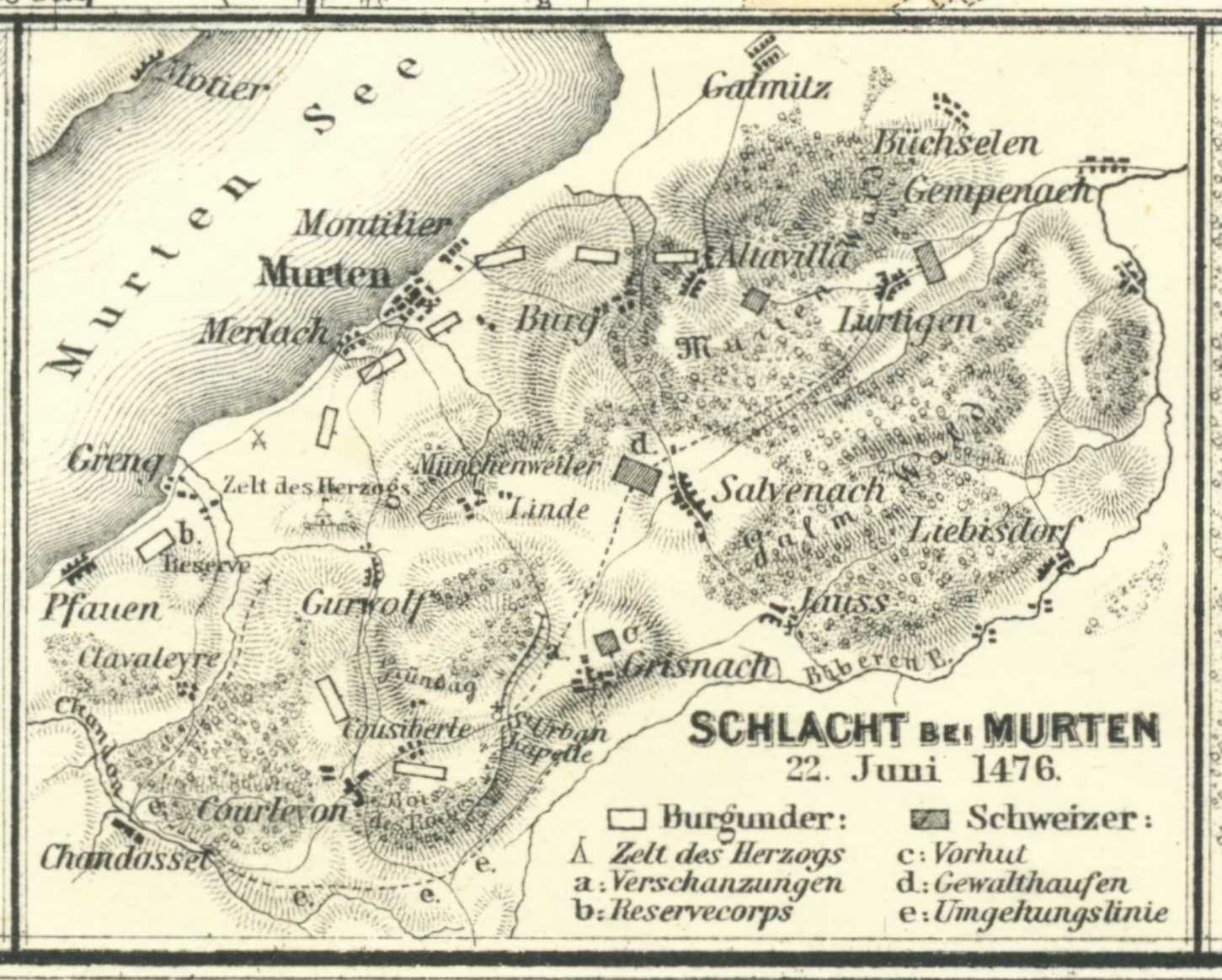
Übersichtsplan (1879)

### Die Heere Karls des Kühnen und der Eidgenossen

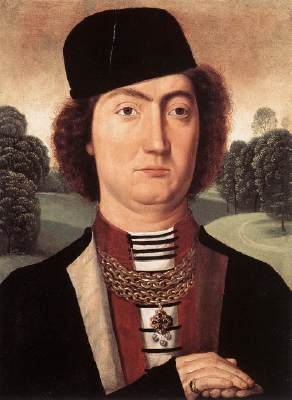
Jakob von Savoyen, Graf von Romont. Kommandant des 4. burgundischen Korps

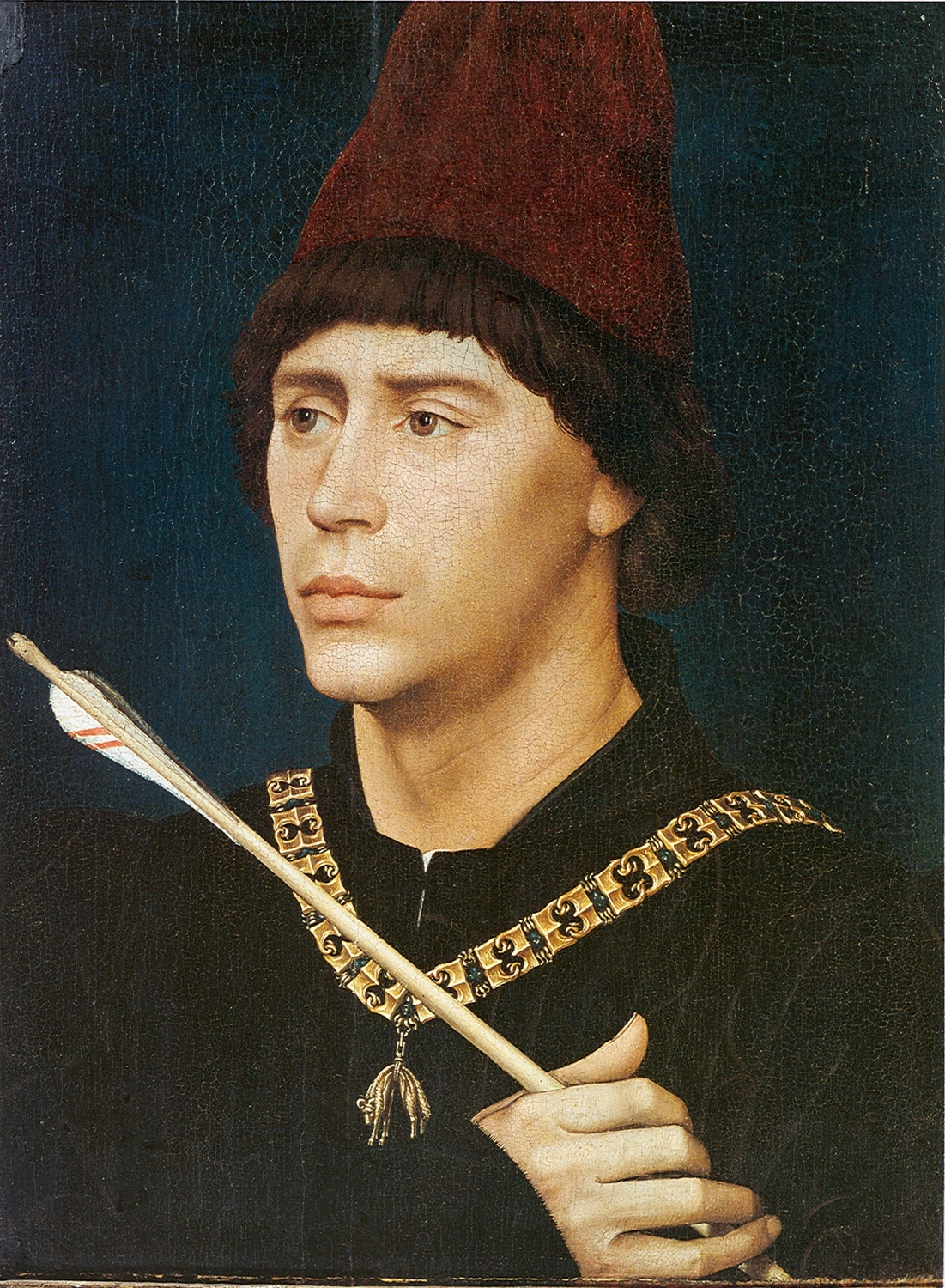
Anton Bastard von Burgund Kommandant des burgundischen Reservekorps

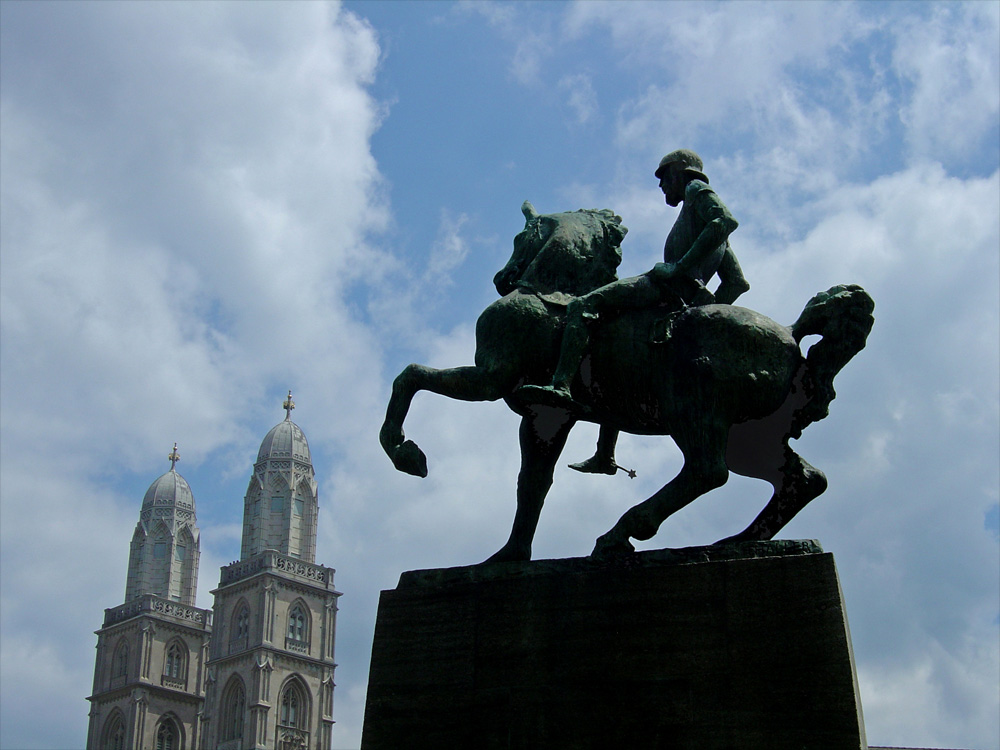
Reiterstandbild von Hans Waldmann. Hauptmann der Zürcher bei Murten

Karl der Kühne besass das modernste Heer im damaligen Europa. Es war ein Söldnerheer bestehend aus Infanterie, Kavallerie und Artillerie. Bei der Infanterie sind die englischen Bogenschützen zu erwähnen, die einen hervorragenden Ruf genossen. Karl verfügte ausserdem über die modernste Artillerie Europas. Im Mai 1476 erliess Herzog Karl in Lausanne eine Militärordonnanz zur Neuorganisation seines Heeres in vier aktive und ein Reservekorps. Kommandeure der vier aktiven Korps waren der Herzog von Afry, der Prinz von Tarent, der Graf von Marle und Jakob von Savoyen, Graf von Romont. Das Reservekorps wurde von Anton Bastard von Burgund geführt.
Die Eidgenossen und ihre Verbündeten hatten ihre eigene Kampftaktik, die sich seit den ersten Schlachten gegen die Habsburger im 14. Jahrhundert herausgebildet hatte. Im Kampf gegen schwere Reiterei und gepanzerte Kämpfer formierten sie sich zu Gewalthaufen. Als wichtige Neuerung konnten sie erstmals in Grandson mit etwa 5 m langen Spiessen aus Eschenholz eine Art «Igelwand» bilden, welche von der Kavallerie nicht durchbrochen werden konnte. Machiavelli verglich diese Kampftaktik der Eidgenossen mit der griechischen Phalanx, damals wurde zeitweise eine ähnliche Waffe, die Sarissa, verwendet. Eine wichtige Waffe der Eidgenossen war die seit Morgarten bewährte Halbarte, eine kürzere Stangenwaffe mit durchschlagender Wirkung. Handfeuerwaffen kamen auf beiden Seiten zum Einsatz, waren aber wegen der Unausgereiftheit des Zündungsmechanismus und der Zielungenauigkeit von untergeordneter Bedeutung.
Nach der Schlacht bei Grandson erliess die eidgenössische Tagsatzung am 18. März 1476 erneut eine Kriegsordnung. Ziel war die Stärkung des Zusammenhalts der Truppe im Feld, um eine vermehrte Zusammenfassung aller Kräfte auf das Hauptziel einer Schlacht zu erreichen, nämlich die völlige Vernichtung der gegnerischen Streitmacht. Insbesondere wurde es untersagt, Kriegsgefangene zu machen, um Lösegeld zu erhalten. Es hatte sich nämlich gezeigt, dass die Kämpfer dadurch stark abgelenkt wurden und die Masse der Feinde deshalb entfliehen konnte. Hauptschwäche der Eidgenossen blieb der fehlende Oberbefehl. Jede Truppe hatte ihre eigenen Führer, es gab lediglich eine Versammlung der Hauptleute, die über Strategie und Taktik entschied.

### Belagerung von Murten

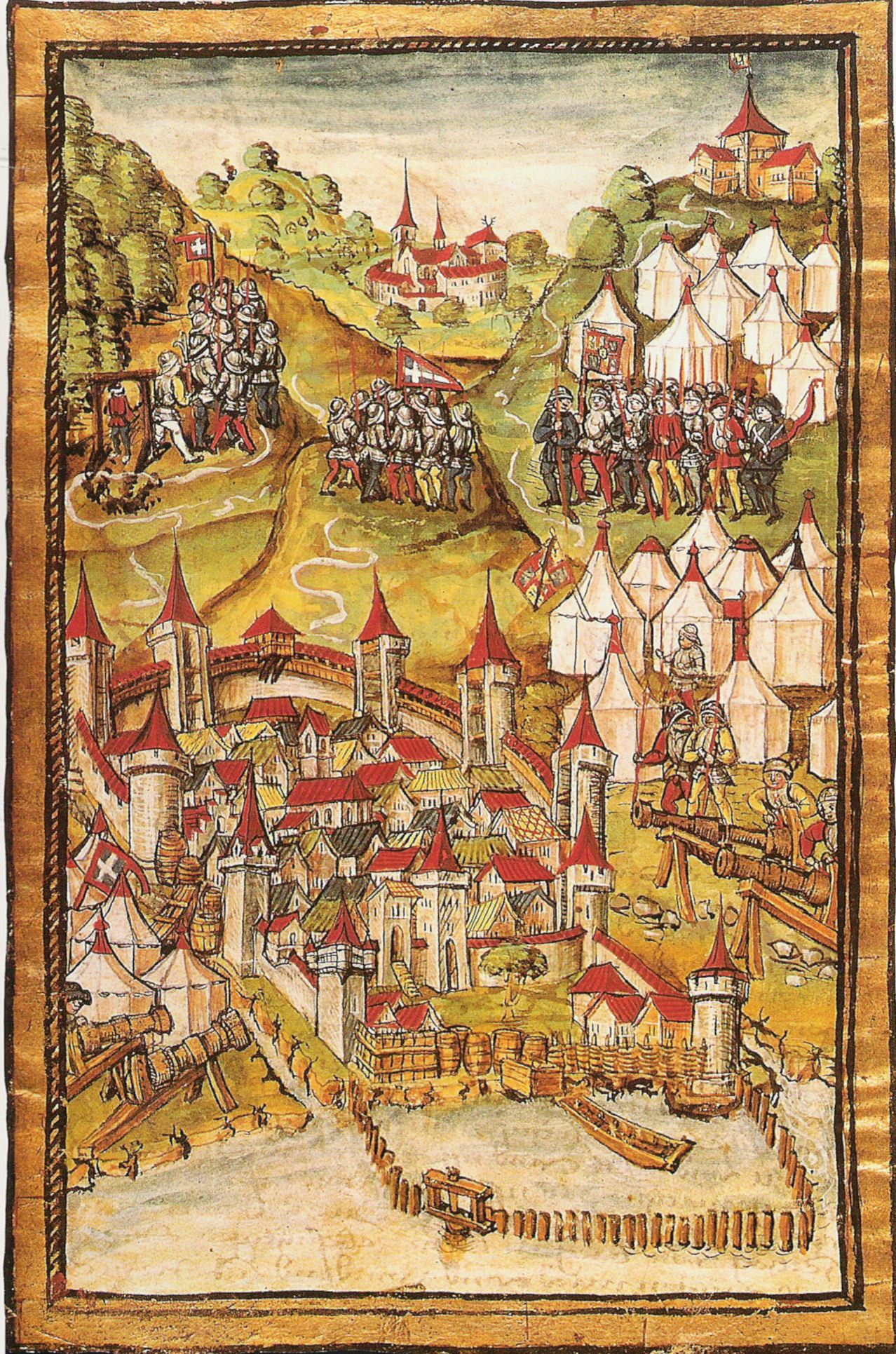
Die Belagerung von Murten durch Karl den Kühnen 1476. Amtliche Luzerner Chronik, 1513

Nach der Niederlage bei Grandson flüchtete Karl nach Lausanne. Der Fürstbischof von Lausanne stand unter dem Einfluss der Herzöge von Savoyen, die mit Karl verbündet waren. In Lausanne sammelte Karl in kurzer Zeit auf der Plaine du Loup ein neues Heer. Insbesondere musste er seine ganze Artillerie neu aufbauen, die er bei Grandson verloren hatte.
Im Juni stiess er durch die Waadt in Richtung Bern vor. Der Weg über Grandson-Neuenburg kam nicht in Frage, weshalb er sein Heer südlich des Neuenburger Sees vorstossen liess. Grundsätzlich gab es zwei Wege, auf denen ein grosses Heer mit Tross und Artillerie nach Bern gelangen konnte: Entweder über Payerne-Murten oder über Romont-Freiburg. Beide Städte waren mit Garnisonen versehen. Weshalb sich Karl schliesslich für den Weg über Murten entschloss, ist ungeklärt. Wahrscheinlich war ein Zusammenstoss seiner Vorhut mit einer Abordnung der Besatzung von Murten bei Avenches dafür entscheidend.
Am 9. Juni traf Karl vor Murten ein. An den folgenden zwei Tagen liess er die Stadt durch sein langsam eintreffendes Heer umzingeln und eine Belagerung aufbauen. Um nach Bern zu gelangen, war diese Belagerung zwar nicht unbedingt nötig – die Strasse lag etwas südlich der Stadt –, es wäre aber zu riskant gewesen, bei einer Belagerung Berns die 2000 Berner aus Murten im Rücken zu wissen. Die Aufstellung der burgundischen Truppen ist genau überliefert. Drei Korps lagen um Murten, zwei Korps als Reserve im burgundischen Lager südlich und östlich des Bois Domingue, einer dominierenden Anhöhe in der Ebene vor Murten, auf der das Hauptquartier Karls des Kühnen lag. «Bodemünzi», die spätere Bezeichnung der Anhöhe, entstammt nicht etwa wie weithin angenommen dem schweizerdeutschen «z‘ bode müend si / zu Boden müssen sie», sie ist nur eine Abwandlung des französischen «Bois Domingue». In östlicher Richtung liess Karl ein mit Artillerie bestücktes Hindernis errichten, das in der Schweizer Geschichte den Namen «Grünhag» erhalten hat. Damit sollte das Belagerungsheer vor einem Überraschungsangriff aus Bern geschützt werden.
Der Herzog von Burgund liess am 12. Juni zudem Voraustrupps in Richtung Bern marschieren, um die Brückenköpfe Laupen über die Sense und Gümmenen über die Saane zu erobern. Diese Vorstösse wurden von Bern aber blutig zurückgewiesen. Mit dem Vorstoss auf bernisches Gebiet traten nun die Hilfsverträge mit der Eidgenossenschaft in Kraft.
In der Zwischenzeit hatte die Belagerung der Stadt begonnen und die Artillerie hatte bereits einige Türme zerstört. Die Belagerten leisteten unter der energischen Leitung Adrians I. von Bubenberg heftigen Widerstand. Bern hatte praktisch die gesamte erbeutete Artillerie aus Grandson nach Murten gebracht, weshalb die Belagerung sich für die Burgunder zu einem verlustreichen Unternehmen entwickelte. Der anhaltende Widerstandswille wurde auch durch das Beispiel des Schicksals der Besatzung von Grandson gestützt – es war von vornherein klar, dass die Besatzungstruppe eine Niederlage nicht überleben würde. Dennoch war die Lage angesichts der starken Belagerungsgeschütze auf längere Sicht aussichtslos. Der schwerste Angriff erfolgte am Abend des 18. Juni. Die Verbindung mit Bern konnte über den Seeweg jedoch gehalten werden, und Adrian von Bubenberg schrieb nach Bern, dass ein solcher Angriff nur schwer nochmals abgewendet werden könne.
Das Lager der Berner von 5'000–6'000 Mann lag bei Ulmiz, wo ab dem 19. Juni nach und nach Truppen aus dem bernischen Herrschaftsgebiet, aus der Eidgenossenschaft und von den Verbündeten z. B. aus Thun eintrafen. Die Stadt Thun erhielt als Dank von Bern anstatt des schwarzen einen goldenen Stern in ihr Wappen. Von der Schweizer Geschichtsschreibung werden diese Zuzügler oft vergessen. Neben dem Grafen von Greyerz und dem Herzog René II. von Lothringen waren Kontingente der Städte Strassburg, Colmar, Schlettstadt und Rottweil sowie das Kontingent der vier vorderösterreichischen Waldstädte und der Grafschaft Hauenstein zugezogen. Besonders wertvoll war für die Eidgenossen die lothringische Reiterei, da sie selbst über keine nennenswerte Kavallerie verfügten. Zuletzt trafen rund 2000 Zürcher unter der Führung von Hans Waldmann nach einem legendären dreitägigen Gewaltmarsch in der Nacht auf den 22. Juni in Ulmiz ein.
Die Eidgenossen planten, die Schlacht am Zehntausend-Ritter-Tag, dem 22. Juni, zu schlagen, da ihre mangelhafte Lebensmittelversorgung eine längere Wartezeit nicht zuliess. Ihr Heer umfasste mit den Verbündeten rund 22–24'000 Mann, davon rund 1800 Berittene. Das burgundische Heer war mit rund 22'500 Mann etwas kleiner und inhomogener, auch weil darunter zahlreiche Nichtkämpfende waren. Dafür verfügten die Truppen Karls über weit bessere Bewaffnung.
In den Wäldern östlich von Murten versammelten sich die Eidgenossen mit lothringischen Reitern unter dem Kommando von Hans von Hallwyl und Hans Waldmann.

### Schlacht

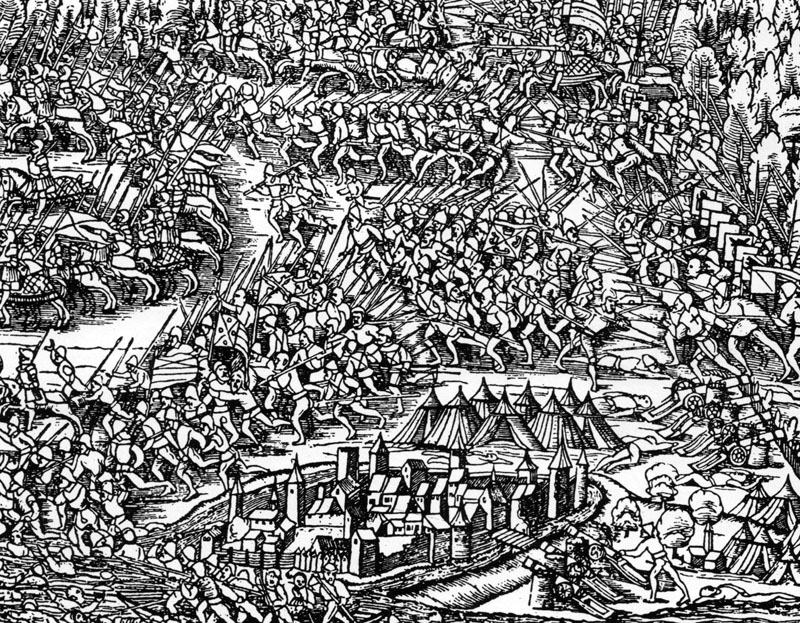
Chronik von Johannes Stumpf, 1554

Die burgundischen Aufklärungstruppen hatten das Herankommen der Eidgenossen zwar wahrgenommen, doch Karl ignorierte alle Warnungen, nachdem er am 21. Juni persönlich das eidgenössische Lager in Augenschein genommen hatte und mehrmals vergeblich in die verregneten Stellungen einrücken liess. So hatten die Eidgenossen den Vorteil des Überraschungsmoments auf ihrer Seite.
Am Morgen des 22. Juni erkundete ein 1'300 Mann starker berittener Spähtrupp unter Wilhelm Herter, Friedrich von Fleckenstein und Veltin von Neuenstein in aller Frühe das Terrain und die burgundischen Stellungen. Der Spähtrupp wurde zwar bemerkt, kehrte aber von burgundischer Seite unbehelligt ins Holz zurück, einer der Fehler, die Galeatto, einer von Karls Offizieren, später auflistete.
Petermann Etterlin als Augenzeuge berichtete das weitere Vorgehen: „denn da man kam zu dem Holz, da begann man anfangen, die Ordnungen zu machen; da war ein strenger, notfester Ritter, genannt Herr Wilhelm Herter, der damals (1475–1476) beiden Herren von Österreich und Lothringen Dienstmann war, der ward zu einem obersten Hauptmann gesetzt, der fing an und machet und ordnet die Ordnung“.
Danach schlug Oswald von Thierstein eine Reihe von Führungsleuten zum Ritter. Die Zeitverzögerung erregte so nachhaltigen Unmut, dass mehrere der so Geritterten später ihren Titel nicht in Anspruch nahmen. Hans Waldmann dagegen wurde nach einer Angabe Gerold Edlibachs von Wilhelm Herter erst nach der Schlacht zum Ritter geschlagen.
Um 12:00 Uhr des 22. Juni 1476 versammelten sich die Eidgenossen in Schlachtordnung und begannen den Vormarsch durch den Birchenwald, der den Galmwald und das Murtenholz verbindet. Im Angesicht des Feindes wurde das Schlachtgebet verrichtet. Laut mehreren Berichten habe der die ganze Nacht anhaltende Regen um diese Zeit aufgehört und die Sonne wurde als gutes Zeichen aufgefasst. Zu diesem Zeitpunkt lagen in der burgundischen Stellung nur die Artillerie und drei Ordonnanzkompanien.
Die ganzseitige Abbildung der Schlacht im Zürcher Schilling zeigt das Schlachtgeschehen über mehrere Zeitpunkte und aus Sicht beider Parteien.
Die Kirchturmuhr von Murten zeigt den Schlachtbeginn an: 12:00 Uhr. Als „Houptsecher“ steht die Niedere Vereinigung, erkennbar an ihren Bannern, im Zentrum. Die auf  Grund des Bündnisfalles involvierten Eidgenossen, ebenfalls an ihren Bannern erkennbar, stossen von links oben hinzu. Die Hauptleute der grossen Abteilungen sind an ihren roten Jacken zu erkennen. Die Eidgenossen (links oben) werden von Hans Waldmann, den Spiess nach sich ziehend, angeführt. Rechts von ihm, eine Halbarte schulternd, läuft Kaspar von Hertenstein. Darunter schreitet im Harnisch mit der Armbrust Hans von Hallwyl. Weiter links, am unteren Rand der Niederen Vereinigung, kämpft Wilhelm Herter mit dem Spiess, ganz in Rot gekleidet und einen federgeschmückten Hut tragend. Wilhelm Herter ist durch seinen ihm folgenden schwarz uniformierten Gardisten zweifellos identifizierbar. Oben rechts in der Gruppe führt Oswald von Thierstein, erkennbar an seinem Federbusch, die Reiterei an. Die fliehenden Burgunder und die Belagerungstruppen des Herzogs von Savoyen sind nicht differenziert dargestellt.
Auf der zeitnahesten Abbildung der Schlacht von Murten, dem Holzschnitt des Meisters B. in der Pfettisheim’schen Reimchronik von 1477 steht Wilhelm Herter, erkennbar an der Hutfeder, rechts neben dem Berner Bannerträger.
Der Kampf begann mit einer Kanonade und einem Schützenfeuergefecht. Laut dem Chronisten Petermann Etterlin stiess die Reiterei durch den dichten Pulverrauch vor, musste allerdings auf die Vorhut warten, die entlang der Strasse vormarschierte. Da das Feuer aber zu hoch lag, wurden nur wenige Reiter getroffen. Zunächst gelang der Vorhut der Durchbruch durch den Grünhag – eine Palisade – nicht, da sich die rund 2'000 dort stationierten Burgunder vehement zur Wehr setzten. Mehreren Berichten zufolge scheiterte der erste Angriff.
Während die burgundische Reiterei trotz der Überzahl der Eidgenossen angriff, gelang den Schwyzern unter Führung ihres Landammanns Dietrich in der Halden eine Umgehung des Grünhages. Vermutlich waren sie aus der Vorhut der ersten Angriffswelle rechts ausgebrochen und durch den tiefen sogenannten Burggraben der Artillerie in den Rücken gefallen. Zur selben Zeit wurde im burgundischen Lager Alarm gegeben. Ungefähr 4000 herbeieilende Truppen konnte Troylo da Rossano noch sammeln, um sie in die Schlacht zu werfen. Doch der Gewalthaufen der Eidgenossen war bereits auf den Grünhag zu gelaufen und hatte ihn niedergedrückt. In der Panik feuerten die Burgunder ihre Büchsen viel zu früh ab. Nun konnte die Masse der Halpartiere (ungefähr 15'000) über das burgundische Lager herfallen. Die Vorhut ging südlich von Murten gegen das II. Korps der Lombarden los und drängte sie in den See. Die Garnison der Stadt Murten unternahm ebenfalls einen Ausfall gegen die Lombarden und versuchte mit zwei Schiffen, die schwimmend Flüchtenden zu töten. Die Reiterei griff, während der Gewalthaufen auf das Lager bei Meyriez losging, die Stellungen des Herzogs auf dem Bodemünzi an. Die englischen Bogenschützen und die Bogenschützen der Garde versuchten hier noch Widerstand zu leisten, doch wurden sie von der Reiterei überrumpelt und ihre Hauptleute, Grimberghe und Georges de Rosimbois fanden ebenfalls den Tod.
Inzwischen versammelte Karl der Kühne den Rest seiner Truppen, wahrscheinlich die Berittenen des I. und III. Korps, zur Flucht. Die Beute fiel in Murten weitaus geringer als in Grandson aus, scheint aber dennoch beachtlich gewesen zu sein. Die eindrucksvollen Reste der sogenannten Burgunderbeute können noch heute zerstreut vor allem in historischen Museen der Schweiz, Österreichs und Deutschlands besichtigt werden. Das bedeutendste Konvolut findet sich im Historischen Museum in Bern.
Für die sterblichen Überreste der ums Leben gekommenen Soldaten wurde 1485 das Beinhaus zu Murten errichtet, das bis 1798 bestand.

### Konsequenzen/Bedeutung

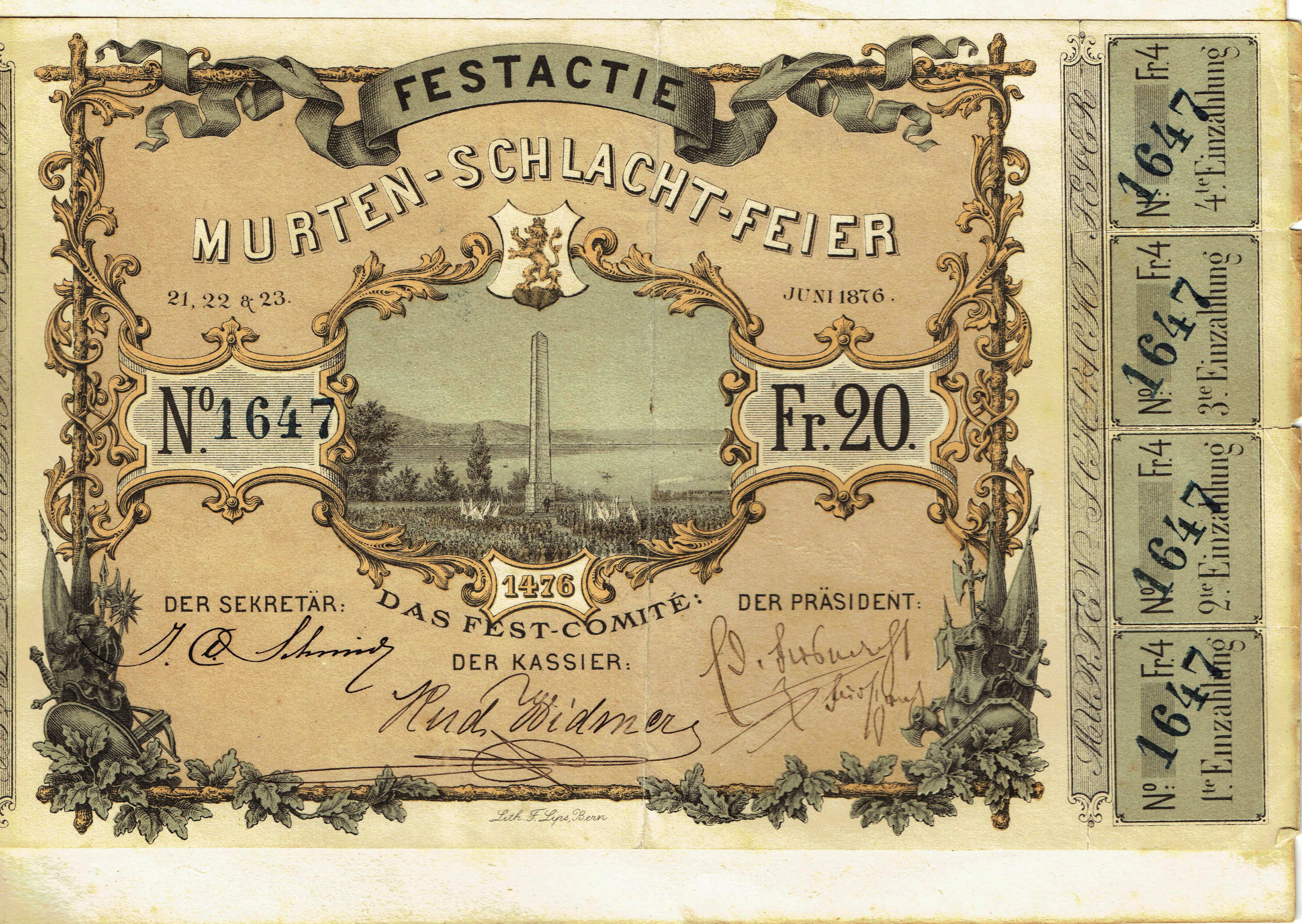
Festaktie zur Finanzierung der Murten-Schlacht-Feier im Juni 1876

Mit dem Sieg in der Entscheidungsschlacht der Burgunderkriege bereiteten die Eidgenossen das Ende des burgundischen Staates vor. Sie ebneten Frankreich den Weg zur Vormacht in Westeuropa, und das Haus Österreich konnte als Folge seine Besitzungen in den Niederlanden erwerben.
Die Eidgenossen etablierten sich dank der Überlegenheit ihrer Fusstruppen als europäische Militärmacht und wurden von nun an häufig in fremde Dienste als Söldner angeworben. Die Geschichte der schweizerischen Söldner begann in dieser Zeit und dauerte bis zum Krimkrieg an.
Zum Andenken an diesen Sieg etablierte sich der 22. Juni in vielen eidgenössischen Orten als Schlachtfeiertag.

## Legende des Murtenläufers
Eine Legende berichtet über einen eidgenössischen Läufer, der, ähnlich wie der ebenso sagenhafte Pheidippides, mit einem Lindenzweig in der Hand die Strecke von Murten nach Freiburg (zirka 17 km) ohne Unterbrechung lief, um den Ausgang der Schlacht zu verkünden. Nach seiner Ankunft konnte er noch die Worte „Sieg, Sieg!“ verkünden und brach anschliessend tot zusammen. An dieser Stelle wurde ein Baum gepflanzt, die sogenannte „Murtenlinde“, die nach ihrem Absterben 1985 durch ein Denkmal vor dem Rathaus ersetzt wurde. Aus der Murtenlinde konnte man siebzehn Abkömmlinge züchten, von denen man heute in Murten und in Freiburg je einen jeweils auf dem Rathausplatz besichtigen kann. Dem Läufer zu Ehren wird seit 1933 jedes Jahr der Murtenlauf durchgeführt.

## Gedenkstätte
1481 wurde am Standort ⊙ des heutigen Schlachtdenkmals in Merlach ein Beinhaus errichtet, welches im Jahre 1798 durch die Truppen Napoleons wieder zerstört wurde. Erst 1822 wurde auf Beschluss des Staatsrats das heutige Denkmal errichtet. Das Schlachtdenkmal ist ein 18 Meter hoher Obelisk aus 34 sich nach oben verjüngenden Steinblöcken und trägt die Inschrift:

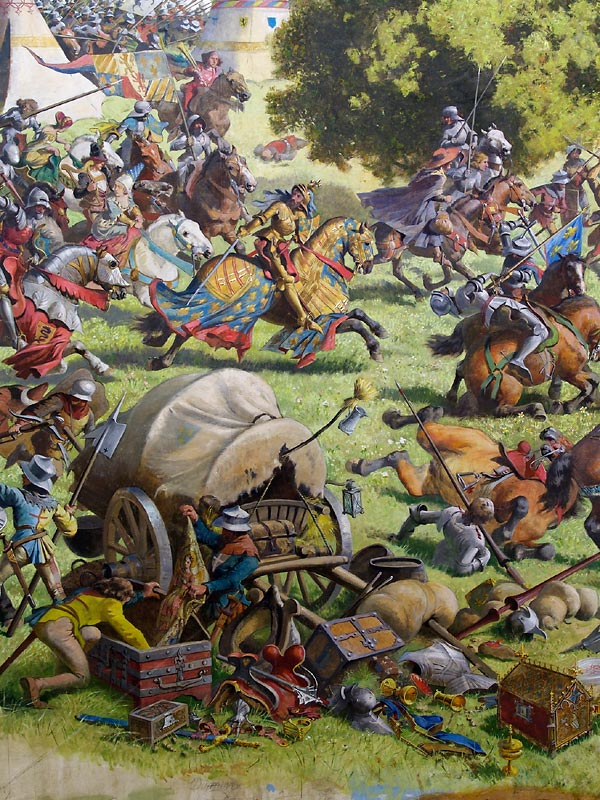
Ausschnitt aus dem Panoramabild (10 m × 100 m) der «Schlacht bei Murten» von Louis Braun, 1893/94

VICTORIAM / XXII JUN. MCCCCLXXVI / PATRUM CONCORDIA / PARTAM / NOVO SIGNAT LAPIDE / RESPUBLICA FRIBURG. / MDCCCXXII.
In allen Jahren, die mit der Zahl 6 enden, gedenkt Murten der Schlacht mit einem Marsch vom Berntor zum Schlachtdenkmal und einer Kranzniederlegung.

## Panorama der Schlacht bei Murten
Die Gebrüder Adelrich und Martin Gyr aus Einsiedeln waren die Initianten der Zürcher Panoramagesellschaft, welche 1893 die «Schlacht bei Murten» beim bekannten Panorama- und Militärkünstler Louis Braun in München in Auftrag gab. Das Panorama wurde am 27. August 1894 in Zürich eröffnet. An Spitzentagen zählte man über 800 Eintritte. Das Publikumsinteresse flaute jedoch bald ab. Ab 1897 wurde die «Schlacht bei Murten» im Grand Panorama de Jonction  in Genf ausgestellt, wo es bis 1904, längstens bis 1909, als die Rotunde abgebrochen wurde, blieb. Das Panorama ist digitalisiert und einsehbar.